# Sherin Khankan
Ann Christine (Sherin) Khankan (13 oktober 1974) is een Deens imam. Ze is de eerste vrouwelijke imam van Denemarken en stichter van de eerste vrouwelijke moslimgemeenschap in Denemarken. Ze is een veel gevraagd opiniemaker en publiciste. 

## Biografie
Sherin Khankan is de dochter van een Syrische politiek vluchteling en een Finse verpleegkundige. Khankan studeerde in Damascus en keerde in 2000 terug naar Denemarken. Ze behaalde een master in sociologie en filosofie aan de Universiteit van Kopenhagen. 
In 2016 opende ze de Mariam moskee, een uitsluitend door vrouwen geleide moskee. 
Ze was tevens kandidaat namens Radikale Venstre, de Deense sociaal-liberale partij, voor een parlementszetel in het Folketing.

## Erkentelijkheden
- 2016 - "100 Women of 2016" door de BBC[1]
- 2018 - Global Hope Award van de UNESCO.[2]